# Myrmarachne magna
Myrmarachne magna là một loài nhện trong họ Salticidae.
Loài này thuộc chi Myrmarachne. Myrmarachne magna được Kendo Saito miêu tả năm 1933.

## Hình ảnh

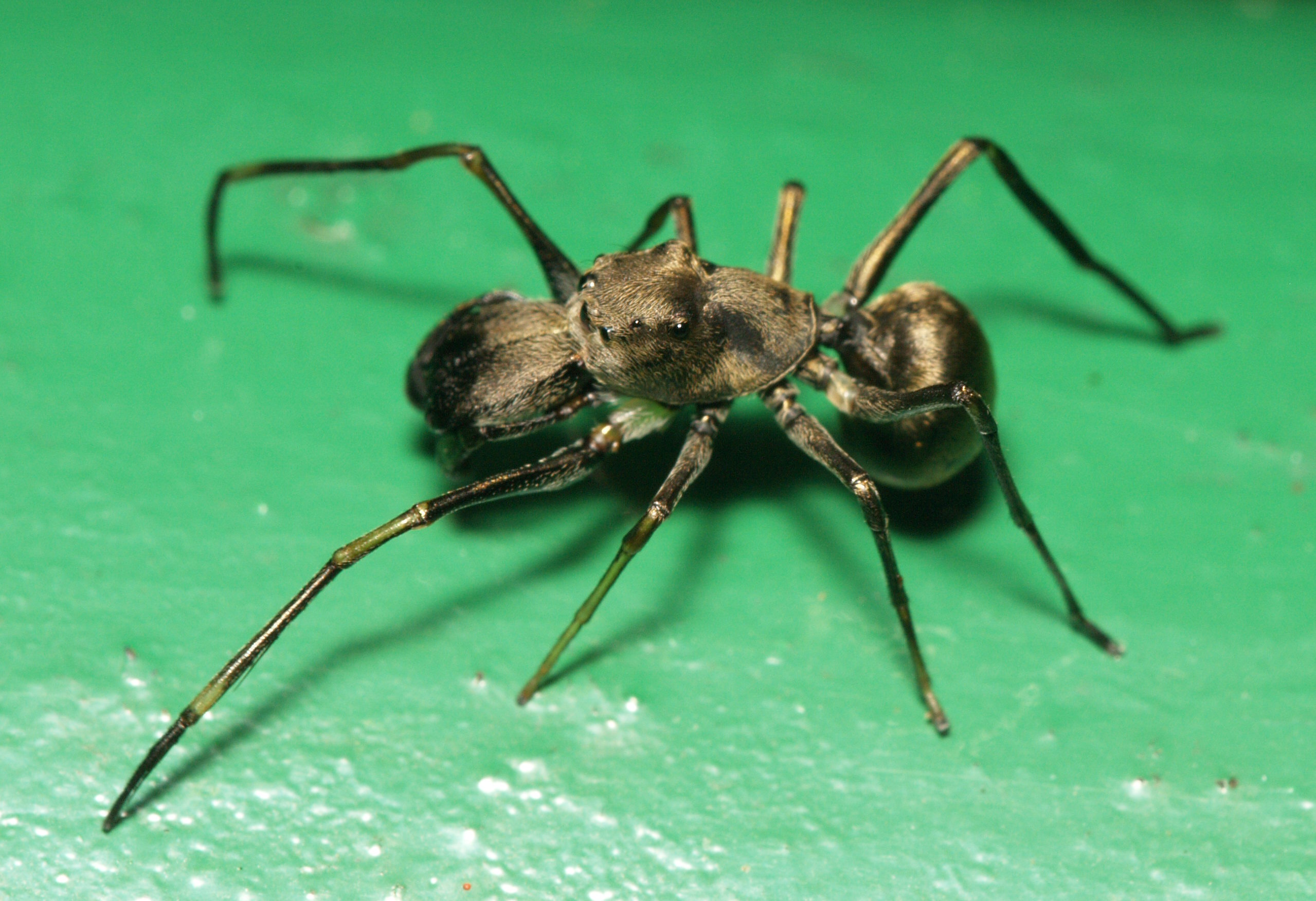